# Przystałowice Duże-Kolonia
Przystałowice Duże-Kolonia (prononciation : [pʂɨstawɔˈvit͡sɛ ˈduʐɛ kɔˈlɔɲa]) est un village polonais de la gmina de Klwów dans le powiat de Przysucha de la voïvodie de Mazovie dans le centre-est de la Pologne.

## Histoire
De 1975 à 1998, le village appartenait administrativement à la voïvodie de Radom.